# 普里盧扎區

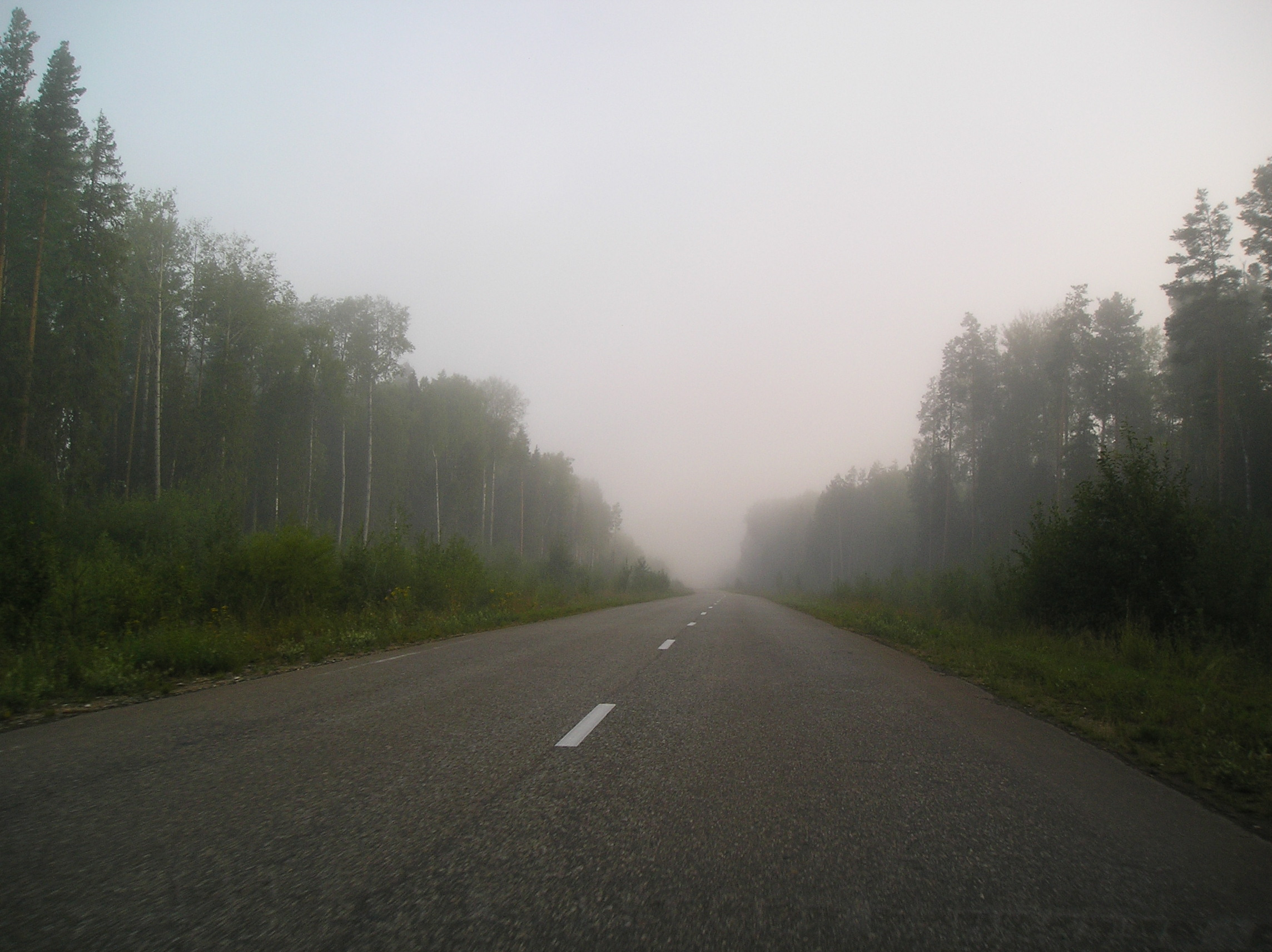

60°20′N 49°37′E / 60.333°N 49.617°E
普里盧扎區（俄语：Прилузский район），是俄羅斯的一個區，位於該國西北部，由科米共和國負責管轄，面積13,168平方公里，2010年人口20,737，人口密度每平方公里1.57人。